# 大仁南インターチェンジ

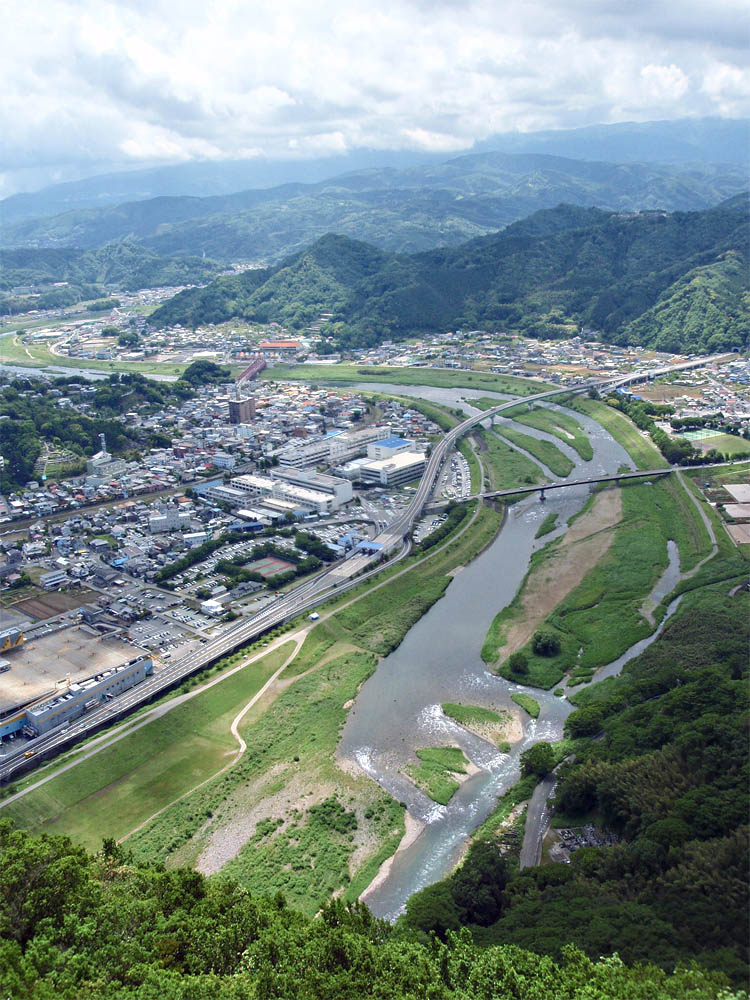
城山より大仁南ICと狩野川を望む

大仁南インターチェンジ（おおひとみなみインターチェンジ）は、静岡県伊豆の国市大仁にある修善寺道路のインターチェンジ。三島方面へのハーフインターチェンジである。出口ランプに料金所が設置されているが、現在稼動しておらず、料金収受は行っていない。また、当ICの本線部分に大仁料金所が設置されている。

## 接続する道路
- 国道136号
- 伊豆の国市道大103号線

## 歴史
- 1988年（昭和63年）：伊豆縦貫自動車道修善寺工区（5,207 m）事業化
- 1989年（平成元年）8月8日：基本計画区間策定（大仁町 - 天城湯ヶ島町）、整備計画区間策定（大仁町 - 修善寺町）
- 1998年（平成10年）3月26日：熊坂IC - 大仁中央IC間開通に伴い供用開始

## 周辺
- 城山
- アピタ大仁店
- 東芝テック静岡事業所
- 伊豆の国市市民交流センター（大仁くぬぎ会館）
- 伊豆箱根鉄道駿豆線大仁駅

## 隣
修善寺道路
大仁中央IC - 大仁南IC（三島方面出入口） - 大仁料金所 - 熊坂IC（下田方面出入口）

## 参考資料
- 伊豆縦貫自動車道パンフレット、国土交通省中部地方整備局 沼津河川国道事務所、2017年4月1日